# Die Nullingers
Die Nullingers – eine schrecklich fette Familie war eine Comedysendung auf Antenne Bayern.
Die Sendung wurde von 2011 bis 2019 regelmäßig um kurz nach 5:10 Uhr, um 6:40 Uhr, um 11:15 Uhr und um 18:15 Uhr ausgestrahlt.
Die Familie, bestehend aus Vater Josef Nullinger (gesprochen und gespielt von Mike Hager), Studiotechniker bei Antenne Bayern, Mutter Maria Nullinger, Tochter Jacqueline „Tschakeline“ Nullinger (gesprochen von Eva Petzenhauser) und Sohn Buale, erlebt in den alltäglichen Situationen lustige Momente. Wiederkehrende Running Gags sind, dass Jacqueline von verschiedenen Männern redet und die Mutter fragt: "Name des Mannes, was denn für ein Name des Mannes?" und dass Buale nie bei seinem richtigen Namen genannt wird, er es aber zu sagen versucht („Nennts mi ned immer Buale! I hoaß …“), dann aber immer irgendwie unterbrochen wird. Es gibt zudem häufige Auseinandersetzungen zwischen Familie Nullinger und ihren Nachbarn, den Reitingers.
In einigen Folgen nimmt auch der Erzähler, dessen Name unbekannt ist, eine tragende Rolle, zum Beispiel die eines ungebetenen Gastes, ein.

## Diskografie
- 2013: Die Nullingers – eine schrecklich fette Familie (CD)